# Phil Lewis
Phil Lewis (Londra, 9 gennaio 1957) è un cantante heavy metal inglese noto per essere il frontman degli L.A. Guns.

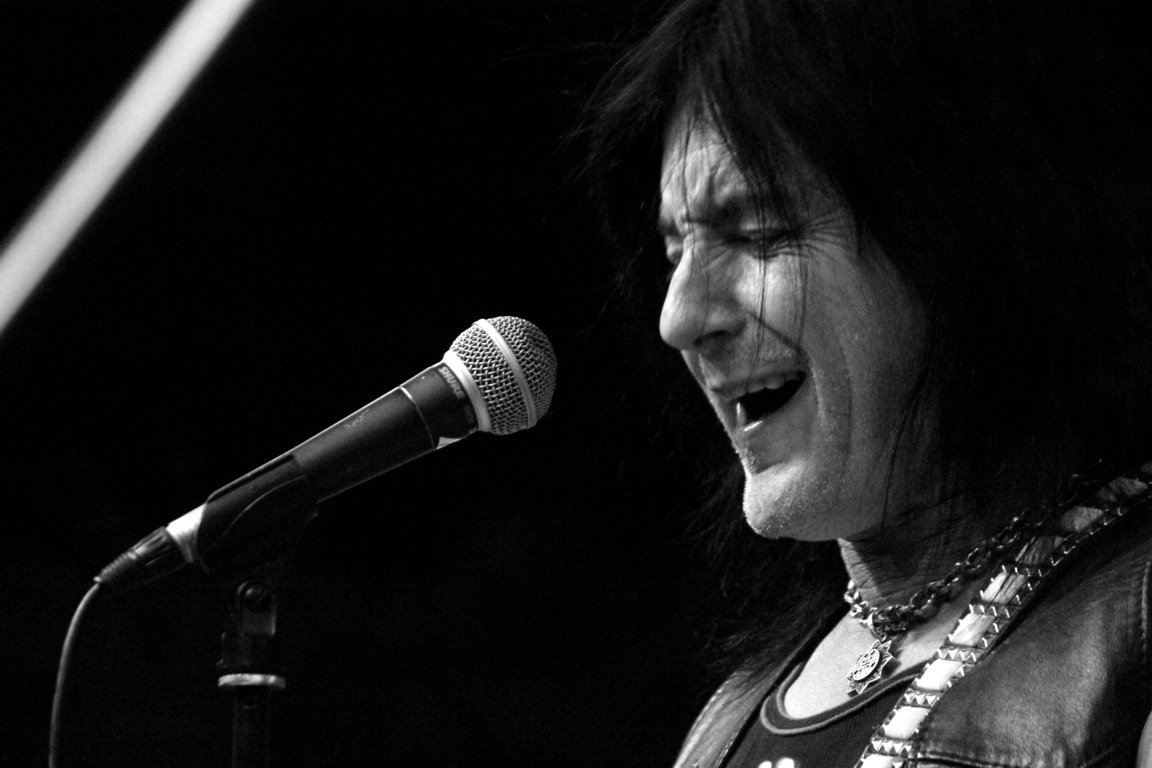

Prima di raggiungere gli L.A. Guns nel 1987, Lewis era membro dei Girl (con il chitarrista dei Def Leppard Phil Collen), ma anche dei New Torpedos, Torme (di Bernie Tormé) e la NWOBHM band Soldier. Durante il periodo di carriera con gli L.A. Guns invece partecipò ad alcuni progetti paralleli come i Filthy Lucre e The Liberators (con Brent Muscat e Erik Stacy dei Faster Pussycat).
Dopo la dipartita di Tracii Guns dagli L.A. Guns nel 2003, egli è il leader della versione degli L.A. Guns da lui fronteggiata, e composta da Stacey Blades (chitarra), Scott Griffin (basso) e Steve Riley (batteria). Tracii Guns fondò un'altra versione degli L.A. Guns nel 2006, con altri vecchi membri della band, di cui è il frontman.

## Discografia

### Solista
- EL Niño/More Purple Than Black (1999)
- Access Denied (2000) (accreditato anche come album dei Liberators)

### Con i Girl
- Sheer Greed (1980)
- Wasted Youth (1982)
- Killing Time (1983)
- Live at the Marquee (2000)
- My Number: The Anthology (2001)
- Live at the Exposition Hall, Osaka, Japan (2001)

### Con i Torme
- Back to Babylon (1986)
- Die Pretty, Die Young (1987)

### Album in studio
- L.A. Guns (1988)
- Cocked & Loaded (1989)
- Hollywood Vampires (1991)
- Vicious Circle (1994)
- Cocked & Re-Loaded (2000)
- Man in the Moon (2001)
- Waking the Dead (2002)
- Rips the Covers Off (2004)
- Tales from the Strip (2005)

### Live
- Live: A Night on the Strip (2000)
- Loud and Dangerous: Live from Hollywood (2006)

### Raccolte
- Hollywood Rehearsal (1997)
- Greatest Hits and Black Beauties (1999)
- Ultimate L.A. Guns (2002)
- Hollywood Raw: The Original Sessions (2004)
- 20th Century Masters: The Best of L.A. Guns (2005)

### Altri album
- New Torpedos - New Torpedos demo tape
- Sheer Greed - Sublime to the Ridiculous
- Filthy Lucre - Popsmear (1997)
- George Lynch - Will Play for Food (2001)
- George Lynch - The Lost Anthology (2005)
- Shameless - Famous 4 Madness (2007)
- George Lynch - Scorpion Tales (2008)

### Tribute album
- Humanary Stew: A Tribute to Alice Cooper (1999)
- Leppardmania: A Tribute to Def Leppard (2000)
- Covered Like a Hurricane: A Tribute to the Scorpions (2000)
- Bulletproof Fever: A Tribute to Ted Nugent (2001)
- Livin' on a Prayer: A Tribute to Bon Jovi (2001)
- Welcome to the Jungle: A Tribute to Guns N'Roses (2002)
- Spin the Bottle: An All-Star Tribute to Kiss (2004)
- Tribute to the Scorpions: Six Strings, Twelve Stings (2005)
- Welcome to the Nightmare: An All Star Salute to Alice Cooper (2006)